# Maladera ahrensi
Maladera ahrensi är en skalbaggsart som beskrevs av Keith 2006. Maladera ahrensi ingår i släktet Maladera och familjen Melolonthidae. Inga underarter finns listade i Catalogue of Life.